# Czernowitzer Zeitung
Die Czernowitzer Zeitung war eine deutschsprachige Tageszeitung in der österreichisch-ungarischen (heute ukrainischen) Stadt Czernowitz, die von 1868 bis 1918 erschien. Die von der k. k. Landesbehörde herausgegebene Zeitung war amtliches Verlautbarungsorgan und vertrat eine staatstragende Haltung im Interesse der österreichisch-ungarischen Monarchie. Mit etwa 50 Jahren durchgehenden Erscheinens war die Czernowitzer Zeitung eine der langlebigsten deutschsprachigen Zeitungen in der Bukowina. Ihre Chefredakteure waren Josef Schluet, J. Leichl, Anton Zachar und Anton Norst.
Das Erscheinen wurde 1918 eingestellt, als Rumänien die Bukowina annektierte. An deutscher Presse verblieben unter anderem die Czernowitzer Allgemeine Zeitung und das neugegründete Czernowitzer Morgenblatt.